# 木村来士
木村 来士（きむら らいと、2007年9月14日 - ）は、日本の俳優。元ジュニア。
東京都出身。2025年6月30日までSTARTO ENTERTAINMENT所属。

## 来歴
2018年6月23日よりジャニーズ事務所に入所。
2023年11月17日、舞台『大脱出〜Escape Run〜』への出演のために期間限定で結成されたミライBoys12のメンバーに選ばれる。2024年4月にもミライBoysのメンバーとして『大脱出2〜Escape Run〜』に出演する。
2025年6月30日付で約7年間所属したSTARTO ENTERTAINMENTを退所。同年7月からは事務所には所属せず、当面フリーで活動すると発表している。
2025年9月15日には銀座博品館劇場にて自身が主演、演出、構成のイベント「Light ON！-Vol0-」の開催が予定されている。

## 出演
個人での出演のみ記載。

### テレビドラマ
- 高杉さん家のおべんとう（2024年10月3日 - 12月5日、中京テレビ・日本テレビ） - 丸宮光 役[7]

### 舞台
- 少年たち 闇を突き抜けて（2023年10月4日 - 28日、新橋演舞場）[8]
- ナイトメアホスピタル2024（2024年2月22日 - 28日、シアター1010） - 露木魔佐人 役[9]
- 舞台『ブロードキャスト』（2024年8月10日 - 25日、恵比寿・エコー劇場） - 宮本正也 役[10]
- ミュージカル『ヒーロー』（2025年2月6日 - 3月2日、シアタークリエ） - ネイト役（吉田日向とWキャスト）[11]
- ミュージカル『チョコレート・アンダーグラウンド』（2025年6月5日 - 15日、よみうり大手町ホール / 6月21日、森ノ宮ピロティホール / 6月28日・29日、富山県民会館 ホール） - フランキー 役[12][13]
- Light ON! -vol.0-（2025年9月15日〈予定〉、博品館劇場）[6]